# Christian Cooke
Christian Louis Cooke (Leeds, West Yorkshire; 15 de septiembre de 1987) es un actor inglés, conocido por haber interpretado a Luke Kirkwall en la serie Where the Heart Is y a Danny Evans en la serie Magic City.

## Biografía
Tiene un hermano mayor, Alex Cooke, y una hermana menor, Gabrielle Cooke.
Salió con la actriz Vanessa Kirby tres años. La relación terminó en 2011. En 2013 salió brevemente con la actriz Dianna Agron, pero la relación acabó.

## Carrera
Comenzó su carrera a los 10 años cuando apareció en la obra Bedazzled en el Bingley Arts Centre. Su primera aparición en la televisión fue en un comercial para Birds Eye. 
En 2000 se unió al repartoo de la serie dramática Where the Heart Is donde interpretó a Luke Kirkwall hasta 2006. Christian ha aparecido en series como Doctors, The Royal, Casualty y en George Gently. En 2007 apareció en la serie Robin Hood donde interpretó a Luke Scarlett, el hermano menor de Will (Harry Lloyd). En 2008 Christian apareció en la serie dramática de ocho partes Trinity, donde dio vida a Dorian Gaudain; durante el primer episodio Cooke tuvo que hacer varias escenas de desnudo; la serie fue cancelada después de la primera temporada. Ese mismo año interpretó al soldado Ross Jenkins en dos episodios de la serie Doctor Who, sin embargo su personaje fue asesinado más tarde en el episodio. También apareció en la miniserie Demons donde interpretó a Luke Rutherford Van Helsin, el último de la descendencia Van Helsing junto a Philip Glenister y Holliday Grainger.
En 2010 obtuvo uno de los papeles principales en la película Cemetery Junction donde interpretó a Freddie Taylor junto a Felicity Jones y Tom Hughes. En 2011 se unió al elenco principal de la miniserie de cuatro partes The Promise donde interpretó al sargento Leonard "Len" Matthews. En 2012 se unió al elenco de la serie Magic City donde interpretó a Daniel "Danny" Evans, un estudiante de derecho y el hijo menor de Ike Evans (Jeffrey Dean Morgan); hasta el final de la serie en 2013 después de que esta fuera cancelada al terminar su segunda temporada. En 2013 apareció en la película Romeo y Julieta donde dio vida a Mercucio, el mejor amigo de Romeo. En ella compartió créditos con Douglas Booth, Damian Lewis, Holly Hunter, Ed Westwick y Kodi Smit-McPhee. En junio de 2014 se unió al elenco principal de la segunda temporada de la serie Witches of East End donde interpretó a Frederick Beauchamp, el hijo de la bruja Joanna Beauchamp (Julia Ormond), sobrino de Wendy Beauchamp (Mädchen Amick), hermano gemelo de Freya Beauchamp (Jenna Dewan-Tatum) y hermano de Ingrid Beauchamp (Rachel Boston), hasta el final de la serie. Ese mismo año se unió al elenco principal de la serie serie The Art Of More donde da vida a Thomas Graham Connor, hasta ahora.

## Filmografía[9]

### Series de televisión
| Año             | Título                  | Personaje                   | Notas                          |
| --------------- | ----------------------- | --------------------------- | ------------------------------ |
| 2022            | That Dirty Black Bag    | Steve                       | 8 episodios                    |
| 2017 - presente | Ordeal by Innocence     | Mickey Argyll               |                                |
| 2015 - 2016     | The Art of More         | Graham Connor               | 20 episodios                   |
| 2015            | Stonemouth              | Stewart Gilmour             | 2 episodios                    |
| 2014            | Witches of East End     | Frederick Beauchamp         | 13 episodios                   |
| 2012 - 2013     | Magic City              | Danny Evans                 | 16 episodios                   |
| 2011            | The Promise             | Sgt. Leonard "Len" Matthews | 4 episodios - miniserie        |
| 2009            | Trinity                 | Dorian Gaudain              | 8 episodios                    |
| 2009            | Demons                  | Luke Van Helsing            | 6 episodios - miniserie        |
| 2008            | Doctor Who              | Ross Jenkins                | 2 episodios                    |
| 2008            | Echo Beach              | Brae Marrack                | 12 episodios                   |
| 2007            | Robin Hood              | Luke Scarlett               | episodio "The Angel of Death"  |
| 2007            | The Royal               | Bobby Horrocks              | episodio "Starting Over"       |
| 2007            | The Chase               | Liam Higgins                | 9 episodios                    |
| 2007            | Inspector George Gently | Billy Lister                | episodio "Gently Go Man"       |
| 2006            | Casualty                | Jude Becket                 | episodio "Sons and Lovers"     |
| 2000 - 2006     | Where the Heart Is      | Luke Kirkwall               | 68 episodios                   |
| 2006            | Doctors                 | Gary                        | episodio "Positively Blooming" |
| 2004            | Barking!                | Ryan                        | episodio "The Big Sausage"     |
| 1999            | Wilmot                  | Wilmot Tanner               | -                              |

### Películas
| Año  | Título             | Personaje      | Notas |
| ---- | ------------------ | -------------- | --- |
| 2019 | Point Blank        | Mateo          | junto a Frank Grillo, Anthony Mackie, Marcia Gay Harden y Teyonah Parris                                    |
| 2015 | Drunk Wedding      | John           | junto a Victoria Goldberg, J.R. Ramírez, Genevieve Jones & Anne Gregory                                     |
| 2014 | Love, Rosie        | Greg           | junto a Lily Collins, Sam Claflin, Tamsin Egerton, Suki Waterhouse & Jaime Winstone                         |
| 2014 | Electricity        | Mikey O'Connor | junto a Paul Anderson, Lenora Crichlow, Alice Lowe & Agyness Deyn                                           |
| 2014 | Anomaly            | Oliver         | corto - junto a Lexi Johnson, Anthony Michael López, Kera O'Bryon & Andrew Sensenig                         |
| 2013 | Fare               | Dominic        | corto - junto a Darwin Shaw, Maimie McCoy, Rebecca Ferdinando, Sean Cronin & Jade Alexander                 |
| 2013 | Hello Carter       | Eliot          | junto a Jodie Whittaker, Charlie Cox, Paul Schneider, Antonia Thomas, Annabelle Wallis & Henry Lloyd-Hughes |
| 2013 | Romeo and Juliet   | Mercucio       | junto a Hailee Steinfeld, Douglas Booth, Damian Lewis & Paul Giamatti                                       |
| 2012 | Unconditional      | Liam           | junto a Melanie Hill, James Bolam & Harry McEntire                                                          |
| 2010 | Cementery Junction | Freddie Taylor | junto a Ricky Gervais, Felicity Jones, Ralph Fiennes & Matthew Goode                                        |
| 2007 | Wish               | Malcolm        | corto - junto a Imogen Poots                                                                                |

### Teatro
| Año | Obra      | Personaje | Teatro | Notas |
| --- | --------- | --------- | ------ | ----- |
| -   | Bedazzled | -         | -      | -     |